# Cucalón
Cucalón egy község Spanyolországban, Teruel tartományban. Cucalón Bádenas, Loscos, Bea, Lagueruela, Ferreruela de Huerva, Lechon, Villahermosa del Campo és Lanzuela községekkel határos. Lakosainak száma 79 fő (2024).

## Népesség
A település népessége az utóbbi években az alábbiak szerint változott:
| Lakosok száma | 73   | 87   | 106  | 108  | 108  | 103  | 91   | 78   | 78   | 79   |
|               | 2001 | 2004 | 2007 | 2009 | 2012 | 2014 | 2017 | 2019 | 2022 | 2024 |